# Victoria (salle de cinéma)

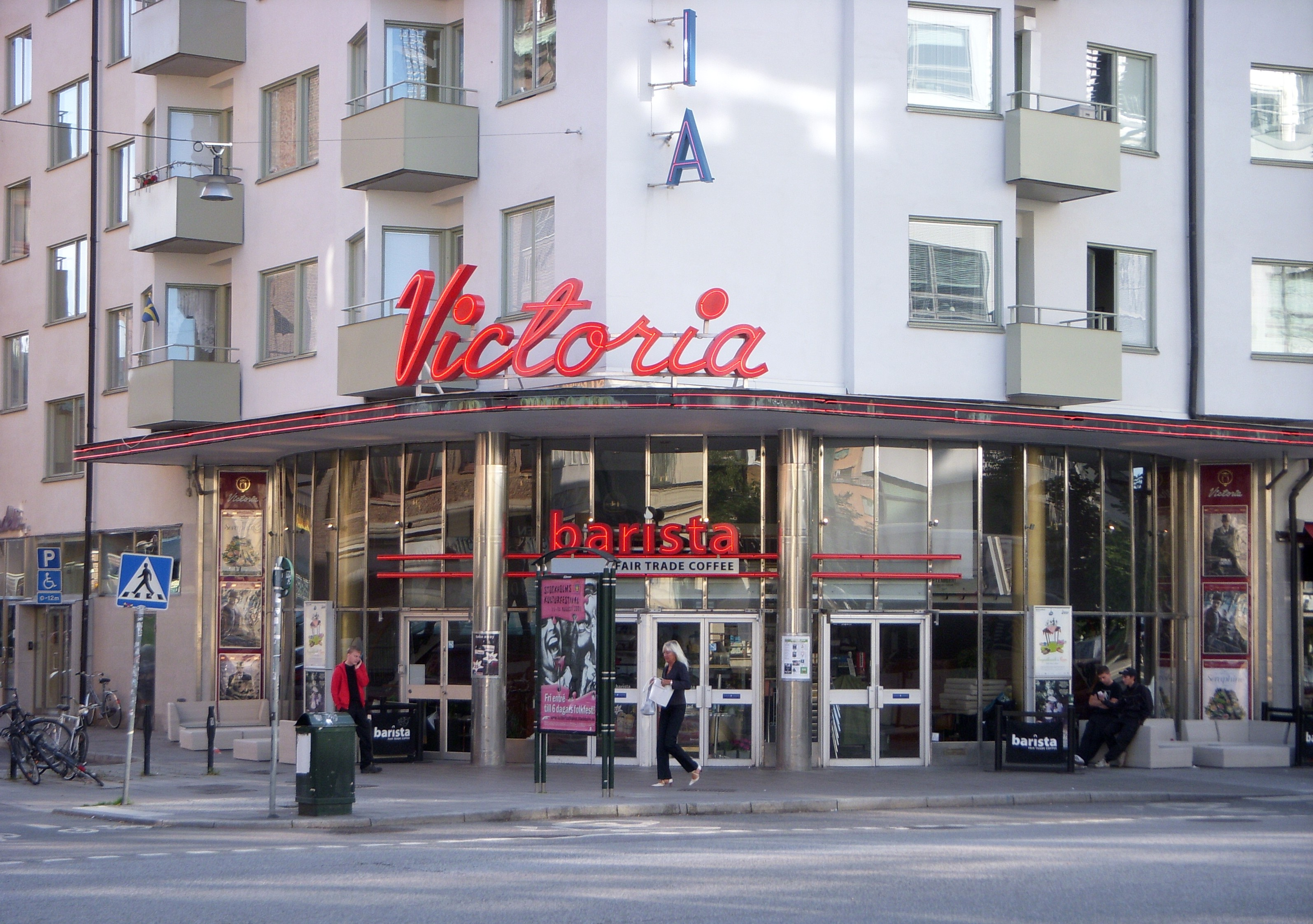
Devanture du Victoria

Le Victoria est une salle de cinéma située au numéro 67 de la rue Götgatan, au croisement avec la rue Åsögatan, dans la ville de Stockholm, en Suède. La première projection y a eu lieu le 18 septembre 1936.